# Клоновское
Клоновское — пресное озеро в центральной части Виноградовского района Архангельской области России.

## География
Клоновское озеро находится в таёжной местности, в 15 км к северу от Конецгорья. Оно образовалось в среднем течении реки Нондрус (приток Ваеньги). Озеро вытянуто с юго-востока на северо-запад, длина — ок. 3 км, ширина — до 0,3 км, площадь зеркала ок. 1 км². Высота над уровнем моря — 23,1 м.
В озере обитают раки и разные виды рыб, такие как: щука, лещ, окунь, хариус, плотва (сорога), налим, язь и др.
С 1980 года территория озера включена в состав Клоновского заказника.
До середины XX века на северном берегу озера существовала деревня Клоново. Близ озера находятся неолитические стоянки Клоново 1 и Клоново 2.